# Negatív kampány
A negatív kampány során egy politikai erő úgy próbál választásokat nyerni, hogy saját képességeinek vagy programjának kihangsúlyozása helyett ellenfelét támadja, annak hibáit nagyítja fel.
Bár a köznyelvi értelemben a negatív kampány valami „rossz”, „mocskolódó, rossz szándékú, hazug” típusa a kommunikációnak, ám a politikai marketing a „negatív kampány” kifejezést semlegesen használja, a kifejezés értékítéletet nem hordoz.
A negatív kampány gyakran, de nem feltétlenül alapul ferdítéseken, csúsztatásokon, vagy hazugságokon, hangneme lehet durva.
Leggyakrabban olyankor hatásos, amikor két nagy párt verseng egymással, részben ezért nagyon elterjedt az Egyesült Államokban  de számos más országban, így Európában és Magyarországon is vannak rá példák.